# Un amour insolite
Pour plus de détails, voir Fiche technique et Distribution.
Un amour insolite (Questa specie d'amore) est un film dramatique italien réalisé par Alberto Bevilacqua, sorti en 1972 et dont le scénario est inspiré de son roman du même nom, prix Campiello 1966.
Le film a remporté le David di Donatello du meilleur film.

## Synopsis
Federico et Giovanna forment un jeune couple en crise. Lui (Ugo Tognazzi) est le fils d'un honnête homme antifasciste des années 1930 (également interprété par Tognazzi), qui a beaucoup souffert pour ses convictions, pour ses idées de liberté et de justice. Elle est la fille d'un riche industriel, quelqu'un de plutôt superficiel. Il veut se débarrasser de tous les sentiments de compassion qui l'envahissent, il ne veut pas être tourmenté comme son père. Tognazzi s'empresse d'épouser la fille gâtée (Jean Seberg) d'un homme riche.
La misère qui accompagne cette union conduit Tognazzi à abandonner le mode de vie protégé qu'il vient d'acquérir. Il retourne à la maison de son père en ville, Giovanna le suit. Giovanna entre en contact avec un monde de choses et de sentiments réels, si différents du monde vide dans lequel elle a vécu qu'ils rendent possible la réconciliation avec son mari. Federico, qui rend visite à son père, retrouve sa dignité après avoir perdu la protection de son beau-père.
Tout au long du film, des retours en arriève sont utilisés pour montrer les raisons qui ont conduit Tognazzi à emprisonner ses véritables sentiments.

## Fiche technique
Sauf indication contraire, les informations mentionnées dans cette section peuvent être confirmées par la base de données cinématographiques IMDb,  présente dans la section « Liens externes ».
- Titre français : Un amour insolite[1]
- Titre original : Questa specie d'amore[2]
- Réalisation : Alberto Bevilacqua
- Scénario : Alberto Bevilacqua d'après son roman homonyme.
- Photographie : Roberto Gerardi
- Montage : Alberto Gallitti
- Musique : Ennio Morricone
- Décors : Carlo Leva
- Production : Mario Cecchi Gori
- Société de production : Fair Film
- Pays de production :  Italie
- Langue de tournage : italien
- Format : Couleurs par Eastmancolor - 1,66:1 - Son mono - 35 mm
- Durée : 112 minutes (1 h 52)[2]
- Genre : Drame psychologique[2]
- Dates de sortie : 
  - Italie : 10 février 1972
  - France : 13 décembre 1973[1]

## Distribution
- Jean Seberg : Giovanna
- Ugo Tognazzi : Federico / Le père de Federico
- Ewa Aulin : Isina
- Angelo Infanti : Bernardo
- Evi Maltagliati : La mère de Federico
- Fernando Rey : Le père de Giovanna
- Marisa Belli
- Margherita Horowitz
- Giulio Donnini : Le prêtre
- Fernando Cerulli : Le délégué de l'usine